# Многофакторная теория выгорания
Многофакторная теория выгорания — одна из самых распространённых на данный момент теорий, изучающих эмоциональное выгорание. Первая статья по данной теме была опубликована в 1978 году К. Маслач и С. Джексон.

## Описание многофакторной теории выгорания
Данная теория была разработана в 1970-х годах американскими исследователями Кристиной Маслач и Сьюзан Джексон. Они пытались найти в явлении эмоционального выгорания структуры, которые бы позволили более глубоко изучить данный феномен и качественно диагностировать его наличие у специалистов. Сама К. Маслач дает также и свое определение эмоционального выгорания: «выгорание — длительный ответ (реакция) работника на хронические межличностные стрессоры на работе». Маслач разрабатывала подход к эмоциональному выгоранию как к психологическому синдрому, представленному тремя симптомами: эмоциональное истощение (emotional exhaustion), деперсонализация (depersonalization) и редукция профессиональных достижений (reduced personal accomplishment).

### Эмоциональное истощение
Эмоциональное истощение (emotional exhaustion) — чувство обедненного эмоционального реагирования, снижение эмоционального фона, равнодушие. Основными источниками данного симптома авторы называют рабочие перегрузки и конфликты на работе. Человек ощущает себя использованным и опустошенным, и не ощущает в себе сил и энергии общаться с другими людьми. Данный компонент определяется Маслач как базовый в развитии выгорания.

### Деперсонализация
Деперсонализация (depersonalization) (для этого термина есть так же другое значение) в данной теории понимается как негативная, циничная, чрезмерно отстраненная реакция (общение) с другими людьми. Возникает как ответ на эмоциональное истощение и, прежде всего, является защитной реакцией организма (своего рода эмоциональный буфер). Однако, существует риск перехода деперсонализации в дегуманизацию. Данный компонент можно назвать межличностным компонентом выгорания.

### Редукция профессиональных достижений
Редукция профессиональных достижений (reduced personal accomplishment) характеризуется как снижение чувства собственной компетентности и продуктивности. Оно обусловлено невозможностью справиться с требованиями на работе и может обостряться отсутствием социальной поддержки и возможностей профессионального развития. Человек ощущает невозможность справляться с задачами и считает, что его преследуют провалы на работе. Данный компонент можно назвать самооценочным компонентом выгорания.
Маслач считает, что путем включения двух компонентов (отношение к другим — деперсонализацию и отношение к себе — редукция профессиональных достижений) расширяется понятие индивидуального реагирования на стресс и понятие выгорания становится более широким, чем просто профессиональный стресс.
Для измерения выгорания, в 1981 году Маслач был создан и опубликован вместе с Джексон опросник Maslach Burnout Inventory (MBI), адаптированный для России Н. Е. Водопьяновой (2001).